# ام‌الطیور
ام‌الطیور (به عربی: أم الطیور) یک منطقهٔ مسکونی در سوریه است که در شهرستان اللاذقیه واقع شده‌است.

## خصوصیات
ام‌الطیور ۱٬۱۰۱ نفر جمعیت دارد.